# Воронцово-Ніколаєвський район (Північно-Кавказький край)
Воронцово-Ніколаєвський район — адміністративно-територіальна одиниця, що існувала у складі Сальського округу Південно-Сходу та Північно-Кавказького краюРРФСР у 1924—1930 роках. 
Адміністративний центр — селище Торгова (з червня 1924 року по березень 1926 року, згодом Сальськ), село Воронцово-Ніколаєвське (з березня 1926 року по серпень 1930 року).

## Історія
Воронцово-Миколаївський район було передано до Сальського округу Південно-Сходу Росії зі Ставропольської губернії на підставі постанови Президії ВЦВК від 2 червня 1924 року про новий адміністративно-територіальному поділі Південно-Сходу.
На вересень 1924 року до складу Воронцово-Миколаївського району входили наступні сільради:
- Бараниковська,
- Березовська,
- Богородицька,
- Воронцово-Миколаївська,
- Катериновська,
- Іванівська,
- Кручено-Балковський,
- Німецько-Хагінська,
- Миколаївська,
- Ново-Єгорлицька,
- Ново-Маницька,
- Поливянська,
- Развиленська,
- Романовська,
- Сандатовська,
- Сисоєво-Александрівська,
- Шаблієвська,
- Есто-Хагінська[1].

У жовтні 1924 року Південно-Східна область була перейменована на Північно-Кавказький край. З цього часу Воронцово-Миколаївський район входив до складу Сальського округу Північно-Кавказького краю. 
У березні 1925 року Німецько-Хагінська та Есто-Хагінська сільради були передані до складу Калмицької автономної області. 
У відповідності з постановою президії Північно-Кавказького крайвиконкому від 7 серпня 1930 року Воронцово-Ніколаєвський район перейменовано на Сальський район з центром у місті Сальське (колишнє селище Торгова). З серпня 1930 року зі скасуванням Сальського округу, район перейшов в пряме підпорядкування Північно-Кавказького краю. 